# Cornelis Ouboter van der Grient
Cornelis Ouboter van der Grient (Rotterdam, 14 augustus 1797 - Overschie, 30 mei 1868) was een Nederlands schilder, etser, en tekenaar, werkzaam in Delft. 

## Levensloop
Van der Grient studeerde beeldende kunst in Antwerpen onder Gijsbertus Johannus van den Berg (1769-1817), Cornelis Groenendael (1785-1835), en Gillis de Meijer (1790-1867). Terug in Nederland vestigde hij zich in Delft, waar hij zich toelegde op de weergave van stadsgezichten, landschappen, interieurs, en historische taferelen. 
Van der Grient stond verder in nauw contact met Karel Frederik Bombled, William Cooke (1803-1856),  Pieter Alardus Haaxman, Martinus Harting (1815-1861), en Johan Bernhard Wittkamp (1820-1885).
Toen in 1828 in Delft een Stadstekenschool voor ambachtslieden werd opgericht, kreeg hij een aanstelling als tekenmeester voor het handtekenen. Naast zijn werk bij de Stadstekenschool gaf hij ook privéles aan jongens en meisjes die niet terecht konden op de school, zoals Mienette van der Chijs.
In Delft bewoonde Van der Grient het bovenhuis aan de Koornmarkt 93.

## Personalia
Hij trouwde met Cornelia Snijders Luwema, en verhuisde later naar de Voorstraat in Delft. Zijn zoon Cornelis van der Griendt (1827-1918) trad in zijn  voetsporen, en werkte als landschapschilder in Delft, Overschie, Elburg en Blaricum.

## Werken

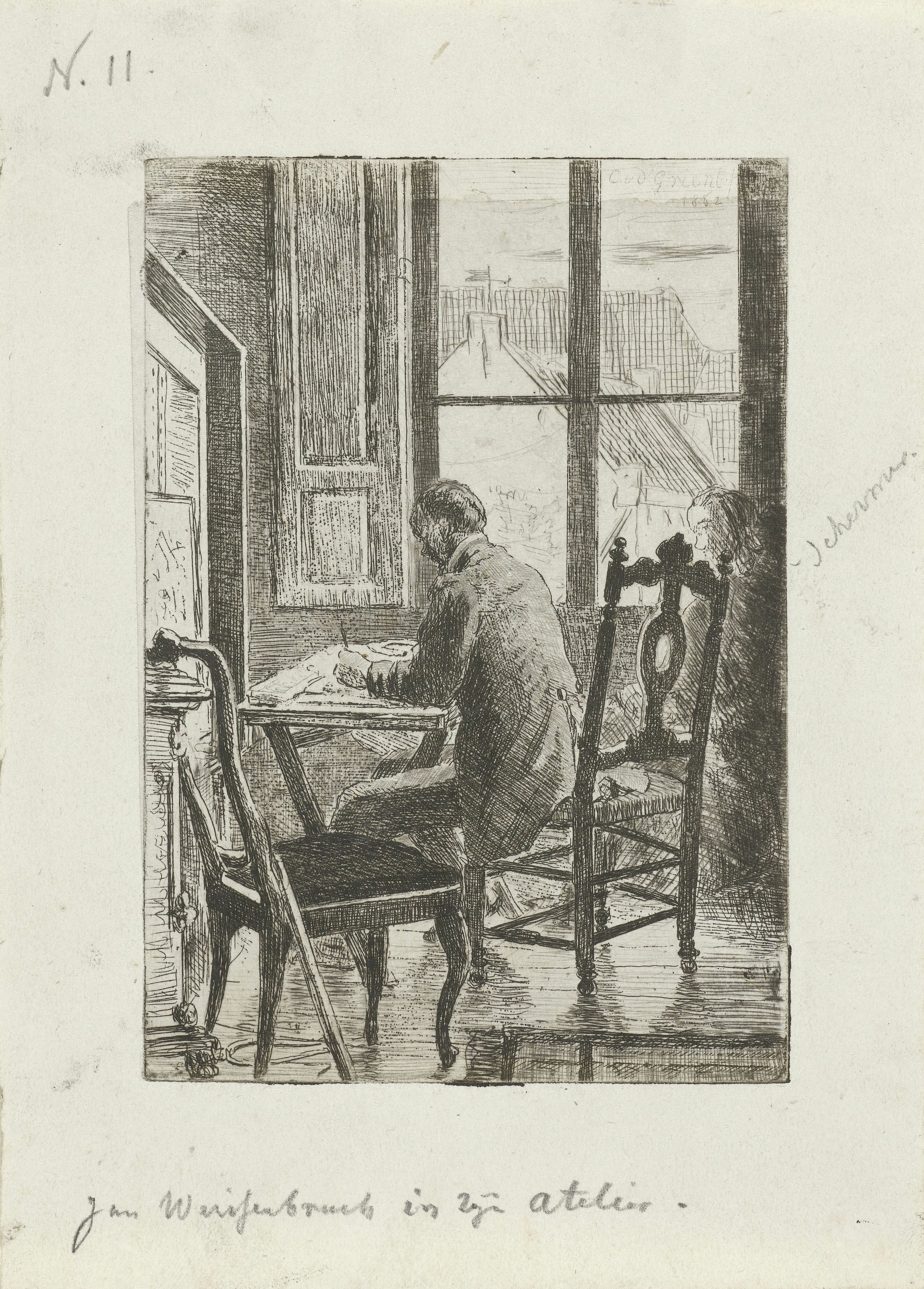
Portret van Jan Weissenbruch in zijn atelier, 1862
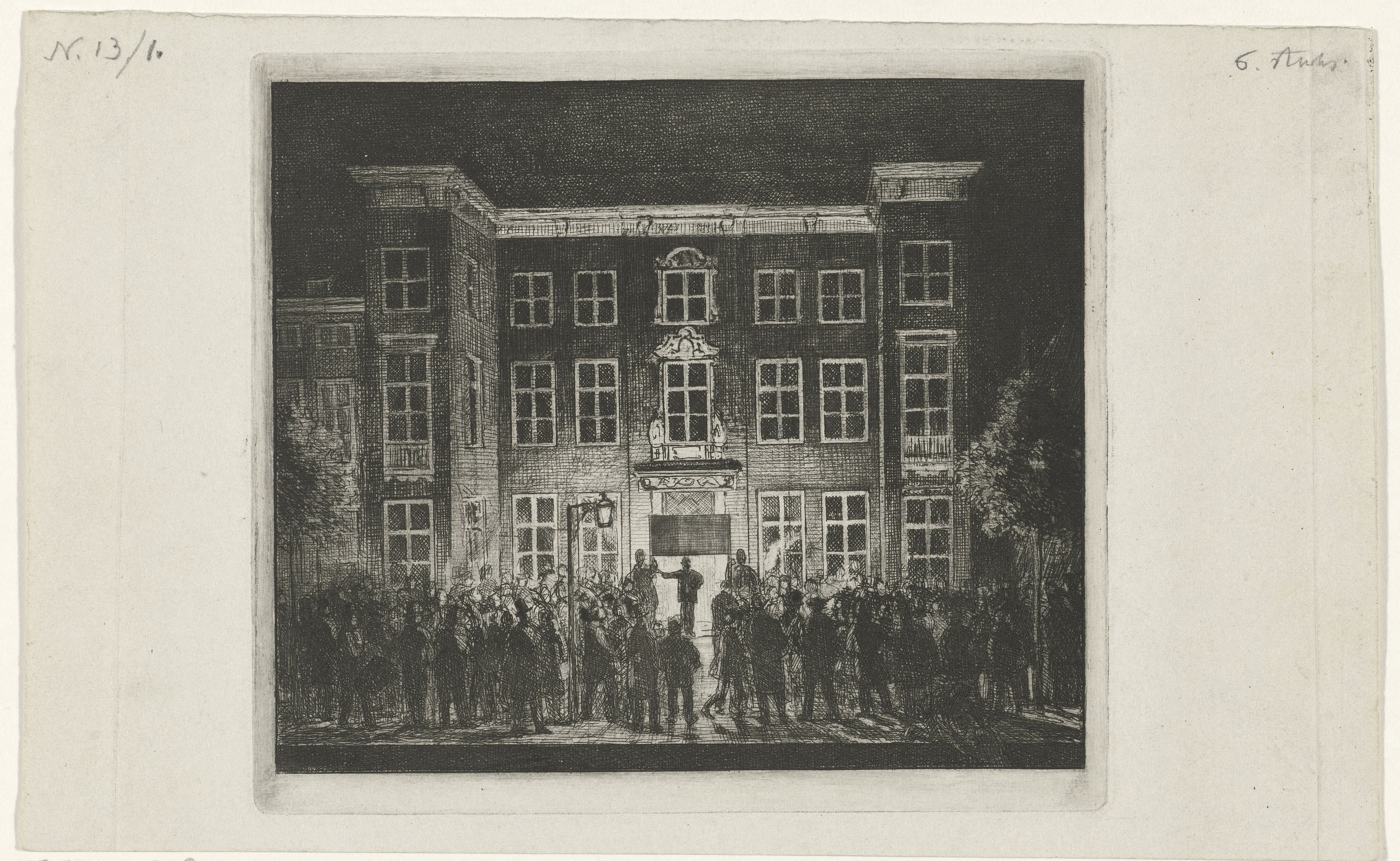
De begrafenis van de Delftsche academie, 30 juni 1864.
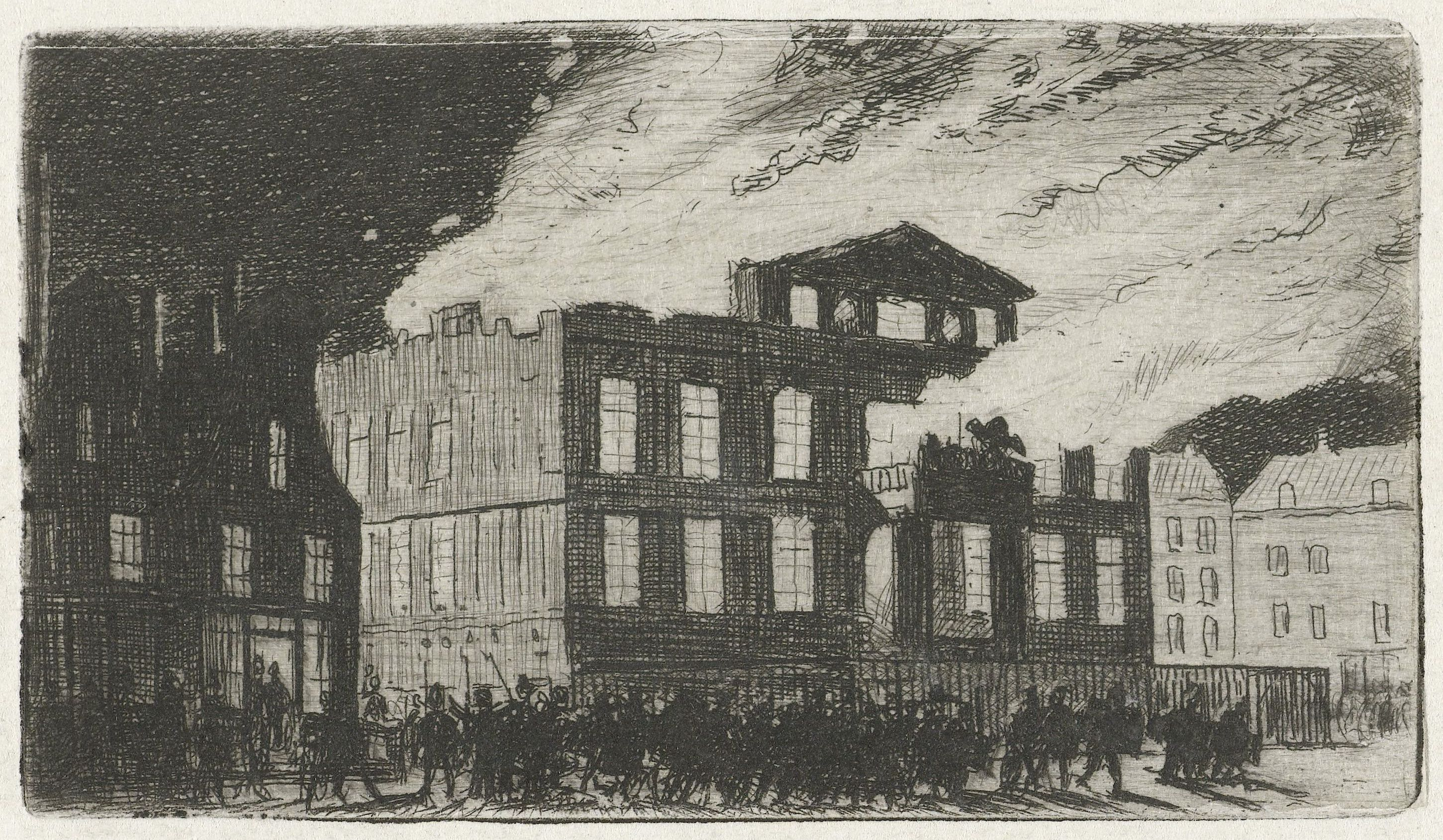
Brand in Museum Boijmans, 1864 door Cornelis van der Grient en Jan Weissenbruch